# Дашті-Ґульський джамоат
Дашті́-Ґу́льський джамоат (тадж. Ҷамоат Дашти гуло) — джамоат у складі району імені М. С. А. Хамадоні Хатлонської області Таджикистану.
Адміністративний центр — село Файзобод.
Населення — 17989 осіб (2010; 17387 в 2009).
До складу джамоату входять 4 села:
| Населений пункт | Стара назва | Населення, осіб (2009) | Населення, осіб (2010) |
| --------------- | ----------- | ---------------------- | ---------------------- |
| Дашті-Ґуло      | Даштігуло   | 2921                   | 3029                   |
| Пахтаобод       | Пахтакор    | 738                    | 742                    |
| Таґноб          | Тагноб      | 3678                   | 3833                   |
| Файзобод        | Файзабад    | 10050                  | 10385                  |